# Ивановская волость (Славяносербский уезд)
Ива́новская во́лость — административно-территориальная единица Славяносербского уезда Екатеринославской губернии.
По состоянию на 1886 год состояла из 3 поселений, 3 сельских общин. Население — 3026 лиц (1601 мужского пола и 1425 — женского), 559 дворовых хозяйств.
|                       | Площадь, десятин | В том числе пахотной, десятин |
| --------------------- | ---------------- | ----------------------------- |
| Сельских общин        | 2980             | 2781                          |
| Частной собственности | 10133            | 1377                          |
| Другой собственности  | 209              | 110                           |
| В целом               | 13322            | 4268                          |

Крупнейшие поселения волости:
- Ивановка — городок при вершине реки Ольховки в 60 верстах от уездного города, 2 947 человек, 509 дворов, православная церковь, школа, 2 винокуренных завода, винный склад, 9 лавок, 2 ежегодных ярмарки. За 4 версты — железнодорожная станция Ивановка.